# Dani hrvatskog filma
Dani hrvatskog filma jedna su od najznačajnijih filmskih manifestacija u Hrvatskoj koja uključuje predstavljanje aktualne domaće produkcije svih formi, s posebnim naglaskom na kratki i srednji metar. Festival je osnovan 1992. godine, a organizator do 2015. bio je Studentski centar Sveučilišta u Zagrebu. Organizator festivala u 2015. i 2016. godini produkcijska je kuća Spiritus movens iz Zagreba.
Festivalski tim čine: Zdenka Gold (direktorica), Željko Luketić (umjetnički direktor i glavni selektor), Dunja Bovan (izvršna producentica), Petra Hofbauer (odnosi s javnošću), Lea Mileta (koordinatorica filmskog programa). Festivalom upravlja Vijeće Dana hrvatskog filma sastavljeno od predstavnika strukovnih filmskih udruga: Akademije dramskih umjetnosti, Hrvatskog društva filmskih kritičara, Hrvatskog državnog arhiva – Hrvatske kinoteke, Hrvatskog društva filmskih djelatnika, Studentskog centra Sveučilišta u Zagrebu, Hrvatskog filmskog saveza, Hrvatske radiotelevizije, Društva hrvatskih filmskih redatelja, Hrvatske udruge producenata te Hrvatske udruge filmskih snimatelja.
Već više od dva desetljeća ovaj festival funkcionira kao jedna od rijetkih platformi koja široj javnosti donosi pregled najkvalitetnijeg iz domaće kratkometražne i srednjemetražne filmske produkcije u tekućoj godini. Upravo zbog toga, Dane hrvatskog filma odlikuje izrazito snažan edukativni karakter jer nudi uvid u značajan dio hrvatske kinematografije.
Program Dana hrvatskog filma sastoji se od glavnog natjecateljskog programa, popratnog filmskog i edukativnog dijela te ostalih događanja. Natjecateljski program ima sljedeće kategorije: igrani film, 
dokumentarni film, animirani film, eksperimentalni film, te namjenski film (uključuje i glazbeni spot).
Festival je natjecateljskog karaktera, a nagrade dodjeljuju Ocjenjivački sud festivala, Hrvatsko društvo filmskih kritičara, Vijeće za etiku i ljudska prava te publika. Od 2016. godine nagradu Zlatna uljanica nakon jednogodišnje pauze opet dodjeljuje Glas koncila.

## Festivalske nagrade
Nagrade stručnog žirija
Dodjeljuje ih veliki žiri u svakoj od navedenih kategorija.
- Film (Grand prix)
- Režija
- Scenarij
- Gluma
- Montaža
- Glazba
- Kamera
- Manjinska koprodukcija

Nagrade Oktavijan Hrvatskoga društva filmskih kritičara (HDFK) 
Članovi HDFK-a ocjenjuju filmove u konkurenciji ocjenama od jedan do pet, nakon čega se proglašava film s najvišom ocjenom prema rodovima.
- Animirani film
- Dokumentarni film
- Eksperimentalni film
- Igrani film
- Namjenski film

Nagrada Zlatni Oktavijan 
Nagrada za životno djelo koja se dodjeljuje filmašima koji su posebno zadužili hrvatski film. Nagrada se izglasava na skupštini HDFK-a uoči održavanja festivala. Ovogodišnji je dobitnik redatelj Petar Krelja.
Nagrada Vladimir Vuković 
Dodjeljuje HDFK za filmsku kritiku: za životno djelo u kritici, rad u protekloj godini ili najboljega mladog kritičara/kritičarku.
Nagrada Ante Peterlić
Nagrada Ante Peterlić za izvrsnost u filmskoj publicistici dodjeljuje se bijenalno autorima ili urednicima za radove objavljene u zasebnim izdanjima. Ovogodišnja nagrada Ante Peterlić dodjeljuje se Tomislavu Šakiću za filmološku knjigu “Modernizam u hrvatskom igranom filmu”, objavljenu 2016., u nakladi Disputa iz Zagreba.
Nagrada Jelena Rajković 
Dodjeljuje žiri koji je imenovalo Društvo hrvatskih filmskih redatelja najboljem redatelju/redateljici u dobi do 30 godina (novčana nagrada od 6000 kn).
Nagrada Zlatna uljanica
Dodjeljuje tjednik Glas Koncila za promicanje etičkih vrijednosti na filmu.
Nagrada za etiku i ljudska prava 
Dodjeljuje Vijeće za etiku i ljudska prava filmu koji na najbolji način promiče ljudske vrijednosti.
Nagrada publike
Dodjeljuje publika glasajući za filmove iz konkurencije.

## Vanjske poveznice
Pravilnik Dana hrvatskog filma 2016 
Dani hrvatskog filma (Službena stranica)  Arhivirana inačica izvorne stranice od 31. svibnja 2019. (Wayback Machine)
www.spiritus-movens.hr